# Cryptocheiridium subtropicum
Cryptocheiridium subtropicum es una especie de arácnido del orden Pseudoscorpionida de la familia Cheiridiidae.

## Distribución geográfica
Se encuentra en el sur de África.